# 武汉琴断口戒毒所
武汉琴断口戒毒所，又名武汉琴断口戒毒医院，是湖北省一级甲等医院之一。医院位于中华人民共和国湖北省武汉市蔡甸区东风大道486号，临近海天汽配城。

## 历史
2003年，武汉市汉阳十里铺戒毒所成立。
2006年9月，经国家有关部门批准，成立了第四批国家社区药物维持治疗门诊即武汉市第四健康门诊（系湖北省第二批）。
2013年，搬迁至武汉市蔡甸区东风大道486号，已改名武汉琴断口戒毒所。

## 现状
医院内设有病床50张,有医护工作人员40余人，其中副高以上职称2人，中级职称4人。有新大楼占地3000多平米。